# کیروفسکویه (باشقیرستان)
کیروفسکویه (انگلیسی: Kirovskoye, Republic of Bashkortostan) یک شهرک در شهرستان ایگلینسکی استان باشقیرستان کشور روسیه است.